# Mizzi Kaspar
Maria „Mizzi” Kaspar (n. 28 septembrie 1864, Graz, Imperiul Austriac – d. 29 ianuarie 1907, Viena, Austro-Ungaria) a fost iubita lui Rudolf, prințul moștenitor al Austro-Ungariei.

## Biografie
Mizzi Kaspar purta titlul profesional de „proprietar de casă”, dar era ceea ce în Viena se numea la acea vreme „subretă”, fiind de fapt metresa lui Rudolf. El a avut mai multe relații, însă relația cu Mizzi a fost una strânsă și de lungă durată. În 1887 Rudolf i-a cumpărat o casă cu trei etaje pe Heumühlgasse nr.10, în districtul 4 din Viena, plătind suma de 60.000 de guldeni. De asemenea, el i-a dăruit bani și bijuterii în valoare totală de 130.000 de guldeni.
În perioada anterioară sinuciderii, Rudolf devenise din ce în ce mai obosit de viață și mai disperat. O lună înainte de a se sinucide, Rudolf îi propusese ei să facă acest pas împreună însă Mizzi l-a refuzat, informând ulterior poliția despre planurile de sinucidere ale prințului. Poliția a ignorat însă această informație.
Rudolf și Mizzi au petrecut împreună noaptea dintre 27 și 28 ianuarie 1889, la domiciliul ei. Pe 29 ianuarie Rudolf a plecat la Mayerling pentru o vânătoare ce fusese planificată. În dimineața zilei de 30 ianuarie trupul neînsuflețit al lui Rudolf a fost descoperit în Castelul lui de vânătoare de la Mayerling. Baroneasa Mary Vetsera a murit împreună cu el.
Rudolf a lăsat prin testament 30.000 de guldeni pentru Mizzi Kaspar. Ulterior tânăra, care la momentul tragediei avea  douăzeci și patru de ani, nu a acordat niciodată vreun interviu și a trăit complet retrasă. Pe 7 noiembrie 1889 când i s-a acordat cetățenia orașului Viena, și-a declarat profesia ca fiind „proprietar de casă”.
În 1891 a vândut casa de pe Heumühlgasse și s-a mutat în același district pe Paniglgasse nr. 19, puțin mai aproape de centrul orașului.
Mizzi Kaspar a murit pe 29 ianuarie 1907. Cauza decesului (conform certificatului de deces) a fost întărirea măduvei spinării, urmare a unei boli frecvente în acea epocă: sifilis. Ea a fost înmormântată la Mödling, nu departe de Viena, localitate în care a locuit o perioadă de timp. Mormântul nu mai există astăzi.
Mizzi nu a lăsat în urmă nici jurnale, nici scrisori și nici memorii.